# Anita Traversi
Anita Traversi (Giubiasco, Suiza; 25 de julio de 1937-Bellinzona, Suiza; 25 de septiembre de 1991) fue una cantante suiza, más conocida por sus participaciones en el Festival de la Canción de Eurovisión de 1960 y 1964.

## Carrera
Fue animada por su padre músico y comenzó a cantar con orquesta a mediados de los años 1950, incluyendo la orquesta de la radio suiza en italiano. Participó en la selección suiza para el primer Festival de la Canción de Eurovisión de 1956 con la canción «Bandanelle Ticinese», pero esta no fue elegida. Sin embargo, sí que llegó a ir al festival como parte del quinteto vocal «Radiosa», que acompañó a Lys Assia en sus interpretaciones. En 1959 obtuvo un contrato de grabación en Italia, donde grabó varias canciones con Adriano Celentano, incluyendo el éxito «Piccola». Representó a Suiza en varios festivales internacionales de música con un gran éxito, como el Festival Internacional de la Canción de Sopot (Polonia), Festival Internacional da Canção (Brasil) y The Golden Orpheus (Bulgaria).
Desde mediados de los años 1960, su carrera empezó a fracasar cuando sus grabaciones tenían poco éxito. En 1967 participó de nuevo, sin éxito, en la final nacional suiza para el Festival de la Canción de Eurovisión.

## Festival de la Canción de Eurovisión
En 1960 participó por segunda vez en la final nacional suiza de Eurovisión, donde fue la ganadora con su canción «Cielo e terra», siendo elegida para representar a su país en el Festival de la Canción de Eurovisión 1960, que tuvo lugar en Londres el 29 de marzo. Esta era una balada orquestal dramática, muy típica de los primeros años del festival. La canción quedó en octavo lugar de 13 canciones.
Participó nuevamente en la final nacional suiza de Eurovisión en 1964 con la canción «I miei pensieri», siendo elegida para representar a Suiza en el Festival de la Canción de Eurovisión 1964, celebrado en Copenhague el 21 de marzo. Sin embargo, esta balada no logró conseguir ningún punto, siendo una de las cuatro canciones de esa edición que no obtuvo ninguno.

### Otras participaciones
Participó en la final suiza de Eurovisión en varias ocasiones. La primera fue en 1956, donde interpretó la canción «Bandanelle Ticinese», la cual no fue elegida. La siguiente fue en 1960, esta vez con éxito. También intentó representar a Suiza en 1961 con «Finalmente» y en 1963 con tres canciones, incluyendo su primer intento en alemán, pero no lo consiguió en ninguno de esos años. En 1964, participó y logró ser la representante de su país ese año. Finalmente, participó en 1967 y 1976, sin éxito alguno.

## Muerte
Murió por causas no reveladas en Bellinzona el 25 de septiembre de 1991, a los 54 años de edad.